# كينت بينسون
كينت بينسون (بالإنجليزية: Kent Benson)‏ مواليد 27 ديسمبر 1954 في نيو كاسل، هو لاعب كرة سلة أمريكي سابق. بدأ مسيرته الاحترافية في سنة 1977. تم اختياره من قبل فريق ميلووكي باكز خلال الدرافت. يحمل الرقم 54. يبلغ طوله 6 قدم 10 بوصة (2.1 م). اعتزل اللعب في 1989. أحرز خلال مسيرته في الإن بي إيه 6168 نقطة بمعدل 9.1 نقاط في المباراة الواحدة.

## المسيرة الاحترافية
لعب مع ميلووكي باكز من سنة 1977 إلى 1980، ثم لعب مع ديترويت بيستونز في سنة 1986، ثم لعب مع يوتا جاز في موسم 1986–1987، ثم لعب مع كليفلاند كافالييرز في موسم 1987–1988، ثم لعب مع بالاكانسترو كانتو في الدوري الإيطالي في موسم 1988–1989.

## روابط خارجية
- كينت بينسون على موقع إن بي أي (الإنجليزية)
- كينت بينسون على موقع سبورتس رفرنس (الإنجليزية)
- كينت بينسون على موقع كلية كرة السلة في سبورتس رفرنس.كوم (الإنجليزية)
- كينت بينسون على موقع ريلجم (الإنجليزية)
- كينت بينسون على موقع بروبوليرز (الإنجليزية)